# Vic-sous-Thil
Vic-sous-Thil település Franciaországban, Côte-d’Or megyében. Lakosainak száma 186 fő (2022. január 1.). Vic-sous-Thil Précy-sous-Thil, La Motte-Ternant, Aisy-sous-Thil, Fontangy, Juillenay, Montlay-en-Auxois és Nan-sous-Thil községekkel határos.

## Népesség
A település népessége az elmúlt években az alábbi módon változott:
| Lakosok száma | 233  | 208  | 209  | 205  | 196  | 196  | 189  | 185  | 184  | 186  |
|               | 1968 | 1982 | 1990 | 2006 | 2013 | 2015 | 2017 | 2019 | 2020 | 2022 |